# Giuseppe Scarlatti
Giuseppe Scarlatti, deutsch Josef Scarlatti (* 1718 oder 18. Juni 1723 in Neapel; † 17. August 1777 in Wien) war ein italienisch-österreichischer Komponist.

## Leben
Giuseppe, nach eigenen Angaben ein Enkel von Alessandro Scarlatti und Neffe von Domenico Scarlatti (doch ist dies nicht gesichert), schrieb zunächst Opern für die Bühnen in Rom, Neapel und Venedig. 1757 ließ er sich in Wien als Komponist und Klavierlehrer dauerhaft nieder.
Heute weitgehend vergessen, war Giuseppe (Josef) Scarlatti zwar nicht musikalisch innovativ, aber doch ein tüchtiger Komponist im Stil seiner Zeit. Besonders in seinen komischen Opern beeindruckte er durch frische, gefällige Melodien. Die Libretti seiner über 30 Opern stammten meist von Pietro Metastasio (opera seria) oder Carlo Goldoni (opera buffa). Zu seinem Werk zählen auch drei Kantaten sowie Cembalosonaten.
Da Domenico Scarlatti auch den Vornamen Giuseppe führte, kam es in späterer Zeit gelegentlich zu Verwechslungen. Arien aus Giuseppes Opern Merope (Rom 1740) und Arminio in Germania (Florenz 1741) wurden z. T. fälschlich Domenico zugeschrieben. Ebenso führte Giuseppes Aufenthalt in Neapel 1754/55 zu irrtümlichen Berichten über eine Rückkehr Domenico Scarlattis dorthin.

## Werke
Der überwiegende Teil von Giuseppe Scarlattis Musik ist nicht erhalten. Die folgende Liste basiert auf den Angaben bei Grove Music Online und Corago.

### Opern
- Merope, dramma per musica; Libretto: Apostolo Zeno; 23. Januar 1740, Rom, Teatro Capranica; 1755 in Neapel[4]
- Dario, dramma per musica; Libretto: Giovanni Baldanza; 8. Januar 1741, Rom, Teatro Argentina[5]
- Arminio in Germania, dramma per musica; Libretto: Nicola Coluzzi; 24. Juni 1741, Florenz, Teatro della Pergola[6]
- Il Siroe, dramma per musica; Libretto: Pietro Metastasio; 24. April 1742, Florenz, Teatro della Pergola; 1747 in Livorno, 1749 in Turin[7]
- Pompeo in Armenia, dramma per musica; Libretto: Bartolomeo Vitturi; Karneval 1744, Pisa, Teatro Pubblico; 1747 in Venedig[8]
- Ezio, dramma per musica; Libretto: Pietro Metastasio; Herbst 1744, Lucca, Teatro; 1754 in Venedig, 1762 in Lucca[9]
- L’olimpiade, dramma per musica; Libretto: Pietro Metastasio; Herbst 1745, Lucca, Teatro[10]
- Il giocatore, commedia per musica; 24. Januar 1747, Florenz, Teatro del Cocomero[11]
- Artaserse, dramma per musica; Libretto: Pietro Metastasio; 26. August 1747, Lucca, Teatro; 1763 in Wien[12]
- Partenope, dramma per musica; Libretto: Silvio Stampiglia; 25. Januar 1749, Turin, Teatro Regio[13]
- La Semiramide riconosciuta, dramma per musica; Libretto: Pietro Metastasio; Karneval 1751, Livorno, Teatro Nuovo[14]
- L’impostore, dramma giocoso per musica (zusammen mit Gioacchino Cocchi); 1752, Barcelona, Teatre de la Santa Creu[15]
- Adriano in Siria, dramma per musica; Libretto: Pietro Metastasio; ca. 26 gen. 1752, Venedig, Teatro San Cassiano; im selben Jahr auch in Lucca, 1754 in Livorno, 1760 in Prag[16]
- L’amor della patria, serenata; Libretto: Carlo Goldoni; 11. Mai 1752, Venedig, di fronte alla chiesa della Salute[17]
- Demetrio, dramma per musica; Libretto: Pietro Metastasio; 11. Juni 1752, Padua, Teatro Nuovo[18]
- I portentosi effetti della madre natura, dramma giocoso per musica; Libretto: Carlo Goldoni; 11. November 1752, Venedig, Teatro San Samuele; 1754 in Triest, 1755 in Amsterdam und L’Aja, 1758 in München, 1761 in Barcelona, 1763 in Cádiz und Berlin, 1764 in Frankfurt am Main, 1765 in Berlin und Braunschweig[19]
- Alessandro nell’Indie, dramma per musica; Libretto: Pietro Metastasio; 12. Mai 1753, Reggio, Teatro Pubblico[20]
- De gustibus non est disputandum, dramma giocoso per musica; Libretto: Carlo Goldoni; 27. Dezember 1753, Venedig, Teatro San Cassiano; 1754 in Brescia und Mailand, 1755 in Triest und Amsterdam, 1759 in München, 1760 in Livorno, 1768 in Vicenza[21]
- Caio Mario, dramma per musica; Libretto: Gaetano Roccaforte; 20. Januar 1755, Neapel, Teatro San Carlo[22]
- Antigona, dramma per musica; Libretto: Gaetano Roccaforte; 27. Dezember 1755, Mailand, Teatro Regio Ducale[23]
- L’isola disabitata, dramma giocoso per musica (anderer Titel: La Chinese smarrita); Libretto: Carlo Goldoni; Herbst 1757, Venedig, Teatro San Samuele; 1758 in Bonn, 1759 in Triest, 1760 in Turin und Genua, 1761 in Barcelona, 1765 in Bergamo und Klagenfurt, 1767 in Prag und Dresden, 1770 in Dresden, 1773 in Wien[24]
- La serva scaltra, dramma giocoso per musica; Libretto: Carlo Goldoni; 8. Oktober 1759, Venedig, Teatro San Moisè; 1760 in Triest, 1761 in Cuneo, 1763 in Wien, 1766 in Vicenza und Padua[25]
- La clemenza di Tito, dramma per musica; Libretto: Pietro Metastasio; 23. Januar 1760, Venedig, Teatro San Benedetto[26]
- L’Issipile, dramma per musica; Libretto: Pietro Metastasio; Herbst 1760, Wien, Burgtheater[27]
- Pelopida, dramma per musica; Libretto: Gaetano Roccaforte; 15. Januar 1763, Turin, Teatro Regio[28]
- Baiazet, dramma per musica; Libretto: Agostino Piovene; Karneval 1765, Verona, Teatro Filarmonico[29]
- Gli stravaganti, commedia per musica; Libretto: Alcindo Isaurense; 11. Februar 1765, Wien, Burgtheater; Wiederaufnahme 1768 als La moglie padrona, 1768 in Triest, 1770 in Dresden[30]
- Armida, dramma per musica; Libretto: Marco Coltellini; 1766, Wien, Burgtheater[31]
- Dove è amore è gelosia, intermezzo giocoso; Libretto: Marco Coltellini; 1768, Wien, Burgtheater; Wiederaufnahme 1770 als L’amor geloso[32]
- L’amor geloso, azione teatrale comica; 5. Juli 1770, Wien, Schönbrunn[33]
- Amiti e Ontario, o I selvaggi, dramma per musica; Libretto: Ranieri de’ Calzabigi; 1772, Wien, Burgtheater[34]

Zweifelhaft
- La madamigella, commedia per musica; Libretto: Antonio Palomba[35]

### Sonstige Werke
- La SS Vergine annunziata, Oratorium, 19. März 1739, Rom
- Componimento per musica, Serenata, 1739, Rom, Palazzo Aquaviva (?)
- L’amor della patria, Serenata; Libretto: Carlo Goldoni; 11. Juni 1752, Venedig, Accademia dei Nobili
- Les aventures de Serail, Ballett, 1762, Wien
- Imeneo, sognando talora, Kantate für Tenor und Basso continuo
- I lamenti d’Orfeo, Kantate für zwei Stimmen und Orchester; Libretto: Giovanni Claudio Pasquini; März 1760, Wien, Hoftheater[36]
- Amor prigioniero, Kantate für zwei Soprane und Instrumente
- diverse Arien
- Cembalosonate in J. U. Haffners Raccolta musicale, v; Nürnberg 1765